# Lwów (hromada)
Lwów (ukr. Львівська міська громада) – hromada terytorialna w obwodzie lwowskim, w rejone lwowskim.
Hromada została utworzona 17 lipca 2020 roku w ramach reformy decentralizacji.

## Miejscowości hromady
W skład hromady wchodzą 3 miasta (Lwów, Winniki, Dublany), 2 osiedla (Brzuchowice i Rudno) і 15 wsi

- Lwów – miasto obwodowe i rejonowe, centrum hromady
- Dublany – miasto
- Winniki – miasto
- Brzuchowice – osiedle
- Rudno – osiedle
- Grzęda
- Grzybowice Małe
- Grzybowice Wielkie
- Lesienice
- Malechów
- Podborce
- Podliski Małe
- Podrzęsna
- Rzęsna Ruska
- Sieciechów
- Wólka Hamulecka
- Zarudce
- Zawadów
- Zbieranka
- Zaszków